# Holda
A Holda német eredetű női név, jelentése: kedves, nyájas.

## Gyakorisága
Az 1990-es években a Holda szórványos név, a 2000-es években nem szerepel a 100 leggyakoribb női név között.

## Névnapok
- április 30.[2]
- július 11.[2]